# Костенко, Юрий Иванович
Ю́рий Ива́нович Косте́нко (укр. Юрій Іванович Костенко; род. 12 июня 1951, Новая Ободовка, Винницкая область, УССР) — украинский политический деятель, министр охраны окружающей среды Украины в 1992—1994 и 1995—1998, глава Украинской народной партии в 1999—2012, кандидат технических наук (1986).

## Биография
Родился 12 июня 1951 в селе Новая Ободовка Винницкой области УССР в семье Ивана Ивановича (1924—1996) инженера на сахарном заводе и Людмилы Михайловны (1922—1985) учительницы.

### Образование
В 1973 г. окончил Запорожский машиностроительный институт, после чего устроился работать инженером в Киевском институте электросварки им. Евгения Патона. Впоследствии стал младшим научным сотрудником, потом старшим инженером, а в 1982 г. поступил в аспирантуру при том же институте. Окончив в 1985 г. аспирантуру, Костенко работал научным сотрудником лаборатории новых технологических процессов при вышеуказанном институте.

### Политика
Сразу после создания в 1989 г. Народного руха Украины (НРУ), Костенко стал его членом и начал быстрый подъём по партийной лестнице. В марте 1990 г. был избран народным депутатом Верховной рады Украины от Красноармейского (№ 22) одномандатного избирательного округа (55,97 % голосов во втором туре). С 1991 г. он уже был главой киевской областной организации НРУ.
В октябре 1992 г. Костенко был назначен министром охраны окружающей природной среды Украины, в связи с чем он покинул пост главы облорганизации НРУ.

В марте 1994 г. Костенко во второй раз был избран депутатом украинского парламента. В этот раз он опять баллотировался как представитель НРУ от Красноармейского избирательного округа и набрал 52,19 % голосов во втором туре.
3 июля 1995 г. Костенко во второй раз был назначен министром охраны окружающей природной среды и ядерной безопасности Украины, так как в 1994 г. был отставлен с поста министра. Министерское кресло Костенко занимал до 8 мая 1998 г.. В то же время он был членом совета СБУ и других органов государственной безопасности, а в 1997—2000 гг. являлся членом профильной комиссии при президенте Украины.
На парламентских выборах в марте 1998 г. Костенко выступал под номером 5 избирательного списка НРУ, в результате чего был в третий раз избран депутатом Верховной рады Украины. 30 мая 1998 г. он был избран заместителем главы НРУ.
Однако вскоре Костенко стал инициатором раскола в НРУ. Вместе с группой своих сторонников Костенко провёл 28 февраля 1999 г. съезд, названный ими Десятыми Всеукраинскими Сборами НРУ, на котором он был провозглашён главой партии. В противовес этим действиям НРУ провёл 7 марта 1999 г. свой съезд, на котором были подтверждены полномочия главы партии Вячеслава Черновола, а Костенко лишался поста заместителя главы НРУ. Таким образом, он сформировал новую парламентскую фракцию НРУ, куда вошло большинство членов партии НРУ. Однако в конце года пришлось принять новое название для фракции, так как ЦИК запретил Костенко баллотироваться на пост президента Украины как кандидат от НРУ, поскольку кандидатом от НРУ был Геннадий Удовенко.

Таким образом будущий глава Украинского народного руха (с 2003 г. Украинской народной партии), участвовал на президентских выборах в 1999 г. — как беспартийный кандидат. На них он занял шестое место из тринадцати, набрав 570 623 голоса (2,17 %). Тем не менее это была большая победа для Костенко, так как он обогнал кандидата от НРУ Геннадия Удовенко.
В начале 2002 г. Украинский народный рух Костенко вошёл в блок партий «Наша Украина» (НУ) Виктора Ющенко. Таким образом на парламентских выборах в марте 2002 г. он выступал под № 4 избирательного списка НУ.
С 2002 по 2006 г. Костенко был членом постоянной делегации Украины при Парламентской ассамблее Совета Европы.
Порвав с «Нашей Украиной» в марте 2005 г., Костенко создал в конце того же года свой собственный избирательный блок, который получил название «Украинский народный блок Костенко и Плюща». Так как блок парламентские выборы в марте 2006 г. проиграл, то и Костенко в парламент не прошёл.

30 сентября 2007 г. Костенко принял участие в парламентских выборах под № 16 предвыборного списка блока партий «Наша Украины — Народная Самооборона» и был в очередной раз избран депутатом Верховной рады.
В 2012 году Юрий Костенко сложил полномочия председателя Украинской народной партии и приостановил членство в ней.

## Скандалы
31 мая 2016 года интернет-издание «Украинская правда» опубликовало «черную бухгалтерию» Партии регионов за 6 месяцев 2012 года. В документах фигурируют фамилия и инициалы, совпадающие с фамилией и инициалами бывшего депутата Верховной Рады Украины Юрия Ивановича Костенко, а также указано название партии «Наша Украина». Кроме того, в документах указаны полученные денежные средства общей суммой 1 614 191 долларов США и перечислены даты получения — 14 и 28 сентября 2012 года, 3 октября 2012 года.
В тот же день бывший депутат Верховной Рады Украины от фракции блока «Наша Украина — Народная Самооборона» Юрий Костенко заявил, что отрицает получение от Партии регионов финансовых средств. «Это не отвечает действительности (получение денег от ПР)», — сказал он. При этом, по его словам, украинская политика всегда финансировалась большим капиталом, независимо от того, какие это политические силы. «Мы вели переговоры с представителями бизнеса о получении финансовой поддержки на выборах», — отметил он.

## Семья
- Вторая жена с 1994 г., Ирина Перешило — корреспондент киевского бюро «Радио Свобода», журналистка[3][7].
- Сын Ростислав Костенко (1980 г. р.) — специалист по международной информации. Владеет английским языком[3].
- жена сына Богдана (1980 г. р.)[8] дочь бывшего лидера НРУ Бориса Тарасюка[9].
- внук Иван[10].

## Альпинизм
Юрий Костенко — мастер спорта по альпинизму. В 1987 г. завоевал первое место на чемпионате Украины по альпинизму, в 1988 г. покорил Пик Ленина (7 165 м), вторую по величине вершину Памира. В этом же году именем Костенко назван маршрут 6-й (наивысшей) категории сложности на вершину Ак-Су (Памиро-Алай).

## Прочее
- Участник спасательных работ в г. Спитак во время землетрясения в Армении 1988.
- В 1982—1989 гг. — председатель Республиканского совета по спелеотуризму УССР[12].